# Bahnstrecke Saint-Gingolph–Saint-Maurice
| Domino zwischen Les Paluds und Massongex |                                                        |                                            |                                            |
| Streckennummer (BAV): | 131                                                    |                                            |                                            |
| Fahrplanfeld: | 130                                                    |                                            |                                            |
| Streckenlänge: | 26,75 km                                               |                                            |                                            |
| Spurweite: | 1435 mm (Normalspur)                                   |                                            |                                            |
| Streckenklasse: | D3 (Saint-Maurice–Monthey) C3 (Monthey–Saint-Gingolph) |                                            |                                            |
| Stromsystem: | 15 kV 16,7 Hz ~                                        |                                            |                                            |
| Maximale Neigung: | 15 ‰                                                   |                                            |                                            |
| |                                                        |                                            |                                            |
| \| \| \| SNCF aus Évian-les-Bains \| \| \| \| \| Staatsgrenze Schweiz–Frankreich \| \| \| \| 26,80 \| St-Gingolph (Suisse) \| St-Gingolph (Suisse) \| \| \| 22,91 \| Bouveret \| Bouveret \| \| \| 19,53 \| Les Evouettes \| Les Evouettes \| \| \| 16,25 \| Vouvry \| Vouvry \| \| \| 13,39 \| Vionnaz \| Vionnaz \| \| \| \| Meterspurbahn der TPC von Monthey–Champery \| \| \| \| 7.90 \| Collombey \| Collombey \| \| \| \| Meterspurbahn der TPC von Aigle–Ollon \| \| \| \| \| Monthey-En Place Keilbahnhof \| \| \| \| \| Monthey-Ville \| \| \| \| 6,05 \| Monthey \| Monthey \| \| \| 3,20 \| Massongex \| Massongex \| \| \| 1,18 50,11 \| Les Paluds Simplonlinie aus Bex–Lausanne \| Les Paluds Simplonlinie aus Bex–Lausanne \| \| \| \| Saint-Maurice-Tunnel (490 m) \| \| \| \| \| St-Maurice \| 421,5 m \| \| \| \| SBB nach Domodossola \| \| |                                                        |                                            |                                            |
| Strecke (außer Betrieb) |                                                        | SNCF aus Évian-les-Bains                   | SNCF aus Évian-les-Bains                   |
| Grenze (Strecke außer Betrieb) |                                                        | Staatsgrenze Schweiz–Frankreich            | Staatsgrenze Schweiz–Frankreich            |
| Haltepunkt / Haltestelle Strecke bis hier außer Betrieb | 26,80                                                  | St-Gingolph (Suisse)                       | St-Gingolph (Suisse)                       |
| Bahnhof | 22,91                                                  | Bouveret                                   | Bouveret                                   |
| Haltepunkt / Haltestelle | 19,53                                                  | Les Evouettes                              | Les Evouettes                              |
| Haltepunkt / Haltestelle | 16,25                                                  | Vouvry                                     | Vouvry                                     |
| Haltepunkt / Haltestelle | 13,39                                                  | Vionnaz                                    | Vionnaz                                    |
| Strecke von links · Kreuzung geradeaus unten |                                                        | Meterspurbahn der TPC von Monthey–Champery | Meterspurbahn der TPC von Monthey–Champery |
| Strecke · Haltepunkt / Haltestelle | 7.90                                                   | Collombey                                  | Collombey                                  |
| Abzweig geradeaus und von rechts · Strecke |                                                        | Meterspurbahn der TPC von Aigle–Ollon      | Meterspurbahn der TPC von Aigle–Ollon      |
| Bahnhof · Strecke |                                                        | Monthey-En Place Keilbahnhof               | Monthey-En Place Keilbahnhof               |
| Kopfbahnhof Strecke ab hier außer Betrieb · Strecke |                                                        | Monthey-Ville                              | Monthey-Ville                              |
| Kopfbahnhof Streckenende (Strecke außer Betrieb) · Bahnhof | 6,05                                                   | Monthey                                    | Monthey                                    |
| Haltepunkt / Haltestelle | 3,20                                                   | Massongex                                  | Massongex                                  |
| Abzweig geradeaus und von links | 1,18 50,11                                             | Les Paluds Simplonlinie aus Bex–Lausanne   | Les Paluds Simplonlinie aus Bex–Lausanne   |
| Tunnel |                                                        | Saint-Maurice-Tunnel (490 m)               | Saint-Maurice-Tunnel (490 m)               |
| Bahnhof |                                                        | St-Maurice                                 | 421,5 m                                    |
| Strecke |                                                        | SBB nach Domodossola                       | SBB nach Domodossola                       |

Die Bahnstrecke Saint-Gingolph–Saint-Maurice ist eine Eisenbahnstrecke in der Schweiz. Sie wurde am 14. Juli 1859 von der Ligne d’Italie eröffnet. Sie verbindet das am Genfersee gelegene Le Bouveret mit Saint-Maurice. Die Strecke bis zur Grenze zwischen Frankreich und der Schweiz bei Saint-Gingolph wurde zusammen mit ihrer Fortsetzung Richtung Évian-les-Bains erst am 1. Juni 1886 eröffnet. Die Strecke wird zusammen mit der französischen Strecke nach Évian auch als Tonkin-Linie bezeichnet. Es handelt sich um die erste Eisenbahnstrecke im schweizerischen Kanton Wallis. Vor Saint-Maurice musste dafür ein 691 Meter langer Tunnel angelegt werden, welcher das einzige grössere Bauwerk der Strecke ist (der Tunnel wurde beim Doppelspurausbau 1906 auf 490 Meter verkürzt).

## Geschichte
Bereits 1852 wurde eine Konzession für eine Linie von Villeneuve nach Aosta eingegeben. Diese kam unter anderem nicht zustande, weil der Kanton Wallis zwei Anschlussstrecken verlangte, eine zwischen Martigny und Sitten sowie eine zwischen Illersaz und Le Bouveret. Das ein Jahr später eingereichte Gesuch von Le Bouveret nach Sion war hingegen erfolgreich und erhielt die eidgenössische Konzession. Die Linie war als internationale Transitstrecke geplant, wurde aber in dieser Funktion nie betrieben. Dies lag auch daran, dass ihre Fortsetzung, die Bahnstrecke Saint-Gingolph–Évian, erst 1886 und somit erst nach der Eröffnung der Strecke Lausanne–Brig eröffnet wurde. Die auf französischem Boden gelegene Strecke wurde von der Paris–Lyon–Méditeranée (PLM) erbaut. Der Personenverkehr zwischen Évian-les-Bains und Saint-Gingolph wurde schon 1937 eingestellt. Der Güterverkehr auf der Strecke erhielt während des Zweiten Weltkrieges Aufschwung, war es doch der einzige nicht direkt den Achsenmächten unterstehende Eisenbahnübergang in die Schweiz. Danach ging er bis zur Bedeutungslosigkeit zurück, so dass 1988 der gesamte Verkehr auf der französischen Seite eingestellt wurde. Seit diesem Jahr ist der Verkehr nur noch in Richtung Saint-Maurice ausgerichtet. Die Strecke zwischen Saint-Maurice und Collombey wurde 1946 elektrifiziert, die Reststrecke nach Saint-Gingolph 1954.

## Verkehr
Der Personenverkehr beschränkt sich auf die stündlichen Regionalzüge, welche von der Regionalps gefahren werden. Diese verkehren wieder vermehrt, nachdem es in den 1990er Jahren eine der wenigen Strecken in der Schweiz mit einem Zweistunden-Taktfahrplan war. Die Regionalzüge verkehren über Saint-Maurice hinaus bis nach Brig.
Verschiedene Anschlussgleise in Monthey und Collombey sorgen für täglichen Güterverkehr Richtung Saint-Maurice. Neben den Anschlussgleisen (Losinger, Givo., CABV, AGIP) ist nur noch der Bahnhof Monthey im Grundnetz für den Einzelwagenladungsverkehr offen. Bouveret ist zwar noch als Bedienpunkt für Kundenlösungen offen, wird aktuell aber sehr selten bedient. Deshalb findet zwischen Saint-Gingolph und Monthey kein täglicher Güterverkehr mehr statt.